# Nick "Peanut" Baines
Nicholas Matthew 'Peanut' Baines (født 21. marts 1978 i Leeds) er en engelsk keyboardspiller fra det engelske indierock-band Kaiser Chiefs. I 4 år studerede han på universitet i Newcastle.
Han er kendt for at altid gå med hat, og for at være den Kaiser Chiefs, der bliver drillet mest. Peanut er en fan af at stille sig ud på scenekanten og stå at klappe, mens han gør det, plejer hans bandmedlemmer at forlade ham på scenen, hvorefter han kan stå et stykke tid uden at opdage noget.
"We bully Peanut on stage" – Simon Rix, bassist
Peanut er vegetar og sammen med bandkammeraten Andrew White blev de nomineret til "2008's mest sexede vegetar"